# Vlag van Dinant
De vlag van Dinant is op onbekende datum bij raadsbesluit vastgesteld als de vlag van de Naamse gemeente Dinant. De vlag kan als volgt worden beschreven:
Twee even lange banen van blauw en van wit.
Blauw en wit zijn de traditionele kleuren van Dinant.